# 파연수
파연수(繁延壽, ? ~ 기원전 33년) 또는 이연수(李延壽)는 전한 후기의 관료로, 자는 자혜(子惠)이며, 남군 사람이다. 성씨가 파(繁)·이(李) 두 가지로 기록되어 있는데, 천쯔(陈直)는 파연수의 것으로 보이는 '蘩延壽印'이라 적힌 인장이 발굴된 점과 蘩는 繁와 통가자 관계인 점을 들어 '파연수'가 옳으며, '李'라는 표기가 공존하게 된 것은 繁의 통가자인 番의 전서 畨가 李의 전서와 비슷하게 생겨 벌어진 오류라고 주장하였다.

## 생애
예전에, 승상 위상의 총애를 받은 계집종이 죄를 지어 자살한 일이 있었다. 이 일을 들춰낸 경조윤 조광한은 위상의 부인이 계집종을 시기하여 죽였다고 고발하고, 몸소 병졸을 대동하고 승상부에 쳐들어가 위상의 부인을 문초하고 종들을 연행하였다. 위상은 조광한이 부인을 무고하였다고 선제에게 글을 올렸고, 정위 우정국이 알아본 결과 정말로 위상의 부인은 살인하지 않은 것으로 밝혀졌다. 승상사직 파연수는 조광한을 탄핵하였고, 결국 조광한은 주살되었다. 원강 2년(기원전 64년) 겨울의 일이었다.
오봉 2년(기원전 56년), 승상 병길의 병이 위독해졌는데, 평소 병길을 백안시하던 어사대부 소망지는 문병도 하지 않고 그를 비난하였다. 승상사직 파연수는 소망지를 탄핵하였고, 결국 소망지는 태자태부로 좌천되었다.
이후로도 계속 승상사직을 지낸 파연수는 집금오·위위를 역임하였고, 건소 3년(기원전 36년) 어사대부로 승진하였으나 3년 후 병으로 죽었다. 대신들은 후임자로 풍야왕을 추천하였으나, 원제는 장담을 임명하였다.

## 출전
- 사마천, 《사기》
  - 권96 장승상열전
- 반고, 《한서》
  - 권9 원제기
  - 19하 백관공경표 下
  - 권70 부상정감진단전
  - 권78 소망지전
  - 권79 풍봉세전